# Pseudepipona przewalskyi
Pseudepipona przewalskyi är en stekelart som först beskrevs av Moravitz 1885.  Pseudepipona przewalskyi ingår i släktet Pseudepipona och familjen Eumenidae. Inga underarter finns listade i Catalogue of Life.